# Tela Airport
Tela Airport är en flygplats i Honduras. Den ligger i den nordvästra delen av landet, 190 km norr om huvudstaden Tegucigalpa. Tela Airport ligger 2 meter över havet.
Terrängen runt Tela Airport är kuperad åt sydost, men norrut är den platt. Havet är nära Tela Airport norrut. Runt Tela Airport är det ganska glesbefolkat, med 34 invånare per kvadratkilometer. Närmaste större samhälle är Tela, 0,93 km öster om Tela Airport. Omgivningarna runt Tela Airport är en mosaik av jordbruksmark och naturlig växtlighet.